# Tailly, Somme

Tailly este o comună în departamentul Somme, Franța. În 1 ianuarie 2022 avea o populație de 57 de locuitori.